# Rue Clovis (Paris)
Pour les articles homonymes, voir Rue Clovis (homonymie).
La rue Clovis est une voie du 5e arrondissement de Paris située dans le quartier de la Sorbonne.

## Situation et accès
Cette voie qui relie la place du Panthéon et la rue du Cardinal-Lemoine est située dans les quartiers Saint-Victor et de la Sorbonne du 5e arrondissement de Paris, en France.

## Origine du nom
Elle doit son nom au roi des Francs Clovis Ier (465-511).

## Historique
Le percement de la voie au XIXe siècle nécessite la démolition de l'église de l'abbaye Sainte-Geneviève dont il ne subsiste plus actuellement que le clocher connu sous le nom de « tour Clovis » et se trouvant dans l'enceinte du lycée Henri-IV, situé au no 23. Lors de ces travaux a été également créée la rue Clotilde, du nom de Clotilde, l'épouse de Clovis, sur la face arrière du Panthéon.
Cette rue sert surtout de lieu de passage et compte très peu de commerces et d'activité, contrairement à ses voisines, les rues Mouffetard, Cardinal-Lemoine et Descartes.

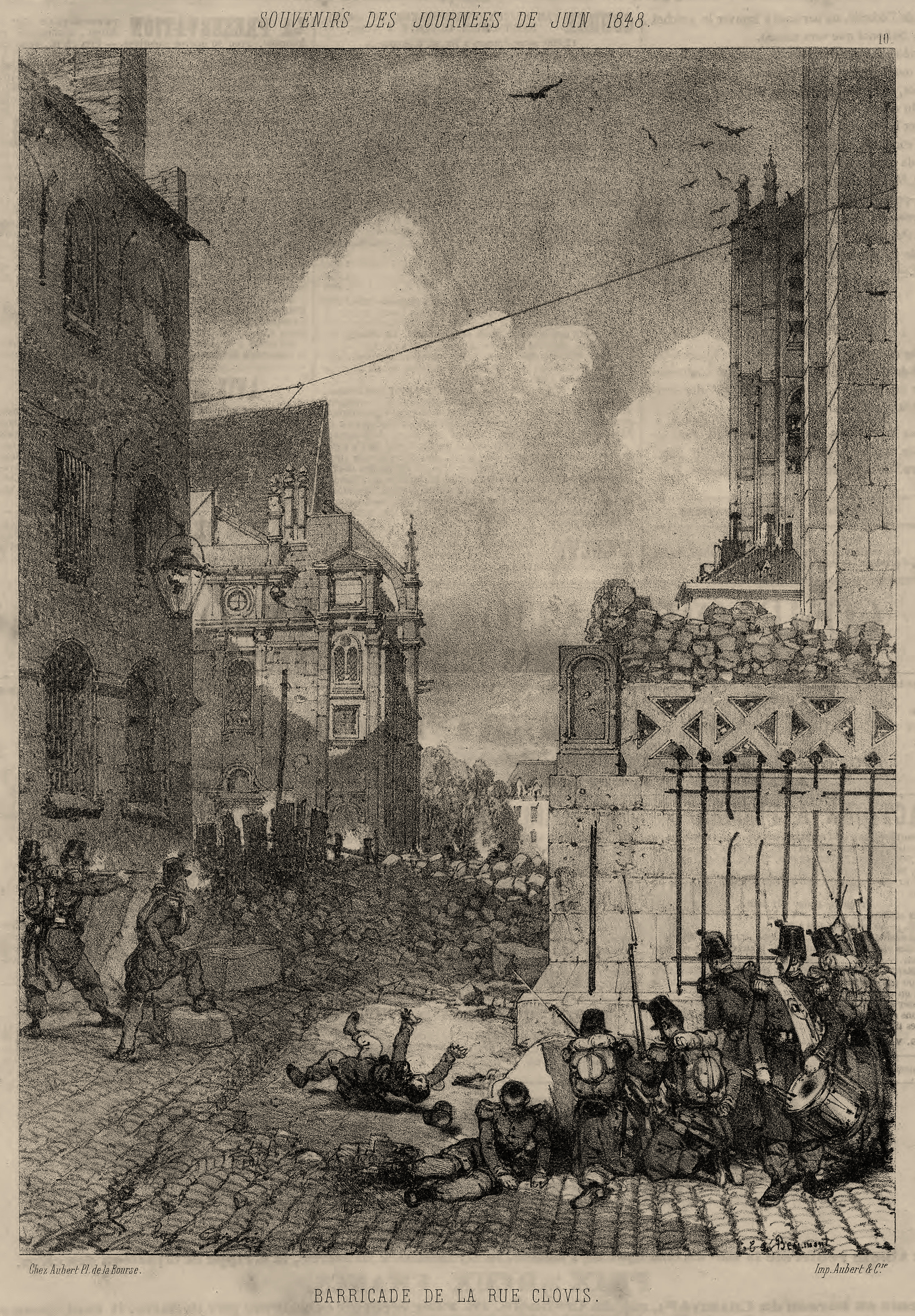
Barricade de la rue Clovis en juin 1848.
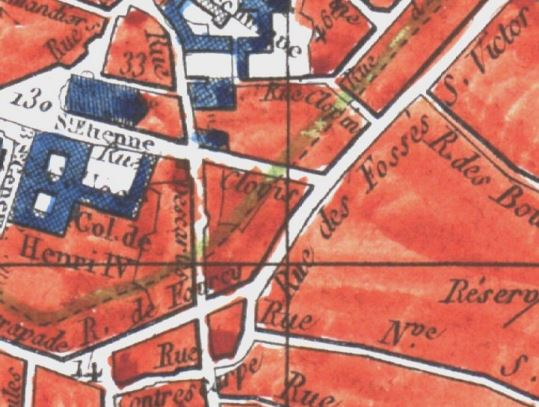
Rue Clovis - plan de Paris d'Ambroise Tardieu - 1839

## Bâtiments remarquables et lieux de mémoire
- Le lycée Henri-IV et son entrée principale au no 23 de la rue.
- L'église Saint-Étienne-du-Mont que la rue longe.
- Le presbytère  de l'église (ancien hôtel de Louis d'Orléans dit le Pieux) inscrit aux monuments historiques.
- Près de la rue du Cardinal-Lemoine, aux nos 5-7, subsiste un reste du mur d'enceinte de Philippe Auguste qui a été restauré en 2010.
- No 13 : ancien corps de garde des sapeurs-pompiers de Paris construit par Alphonse de Gisors, en 1828[2].

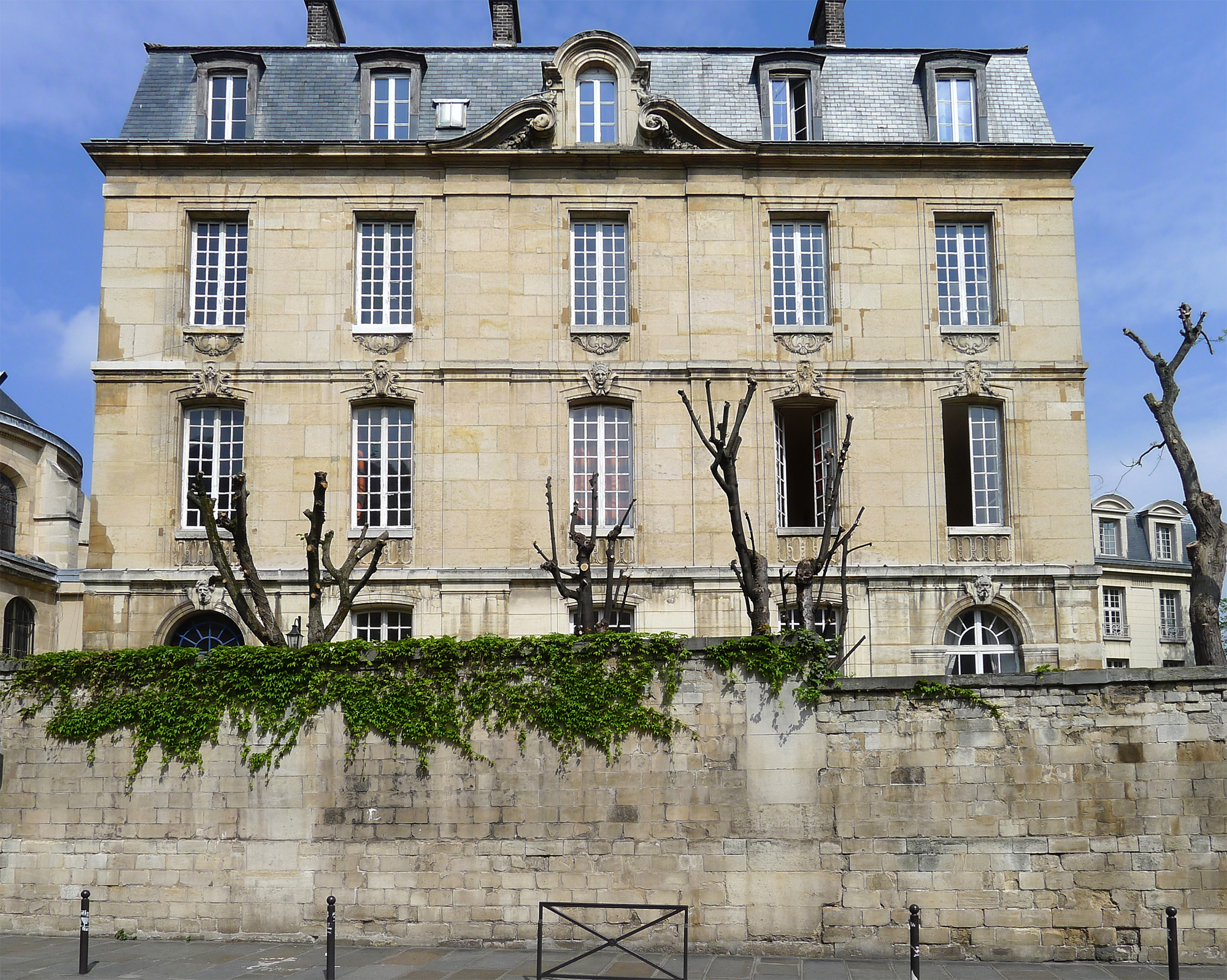
Presbytère de l'église ; entrée au 30, rue Descartes.
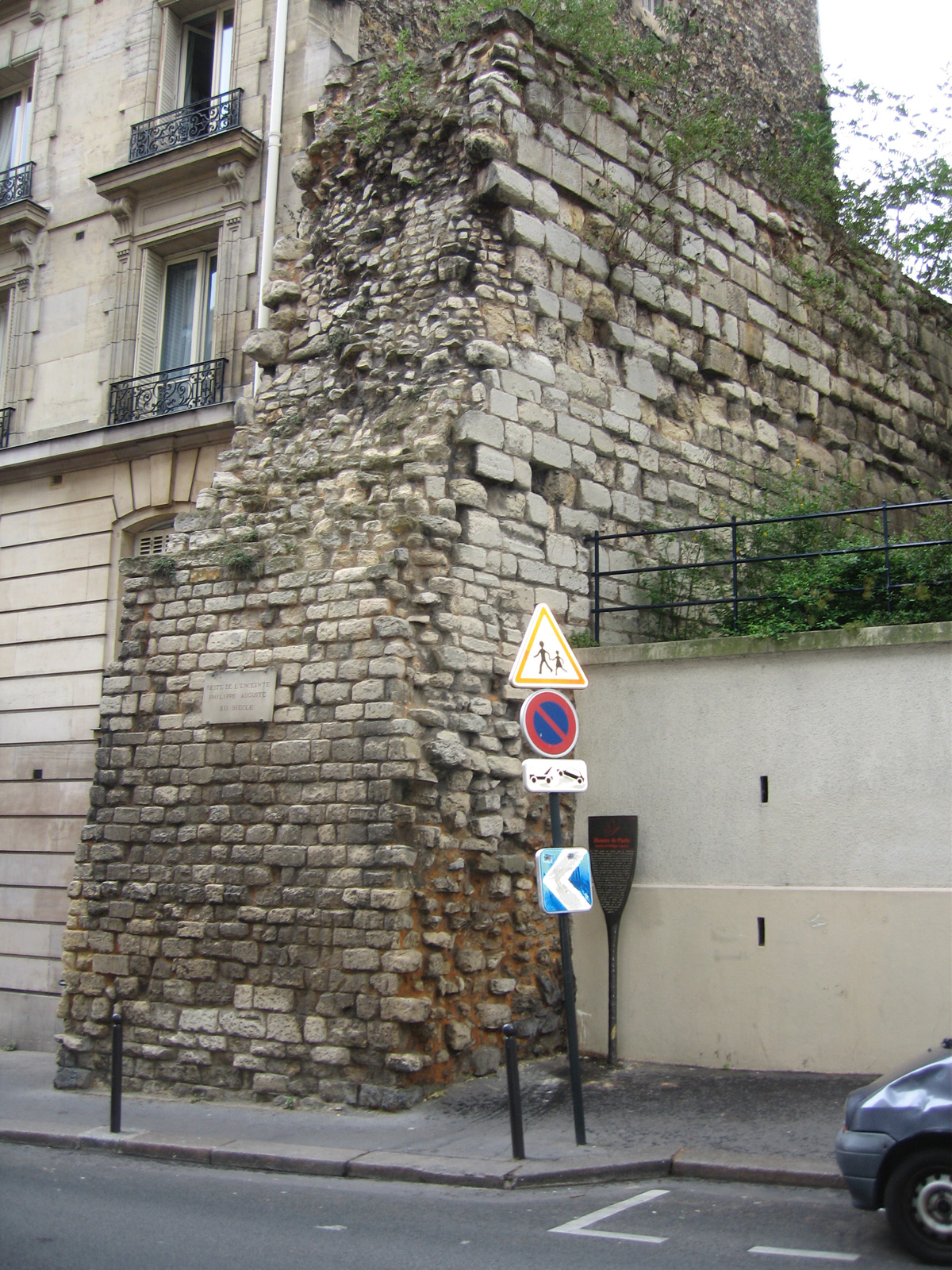
Portion de courtine du mur d'enceinte de Philippe Auguste en 2007.
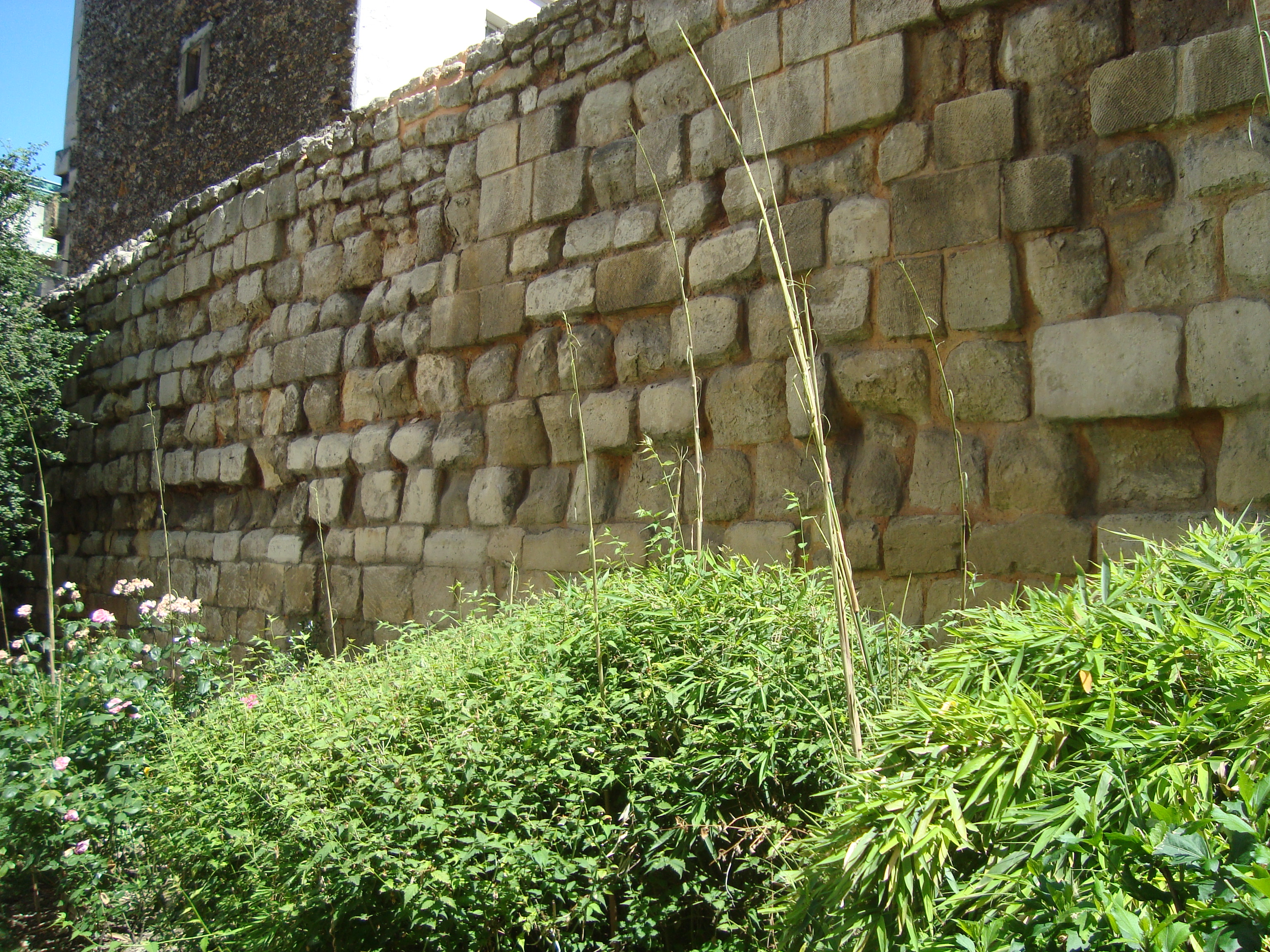
Vue du mur restauré en 2010.
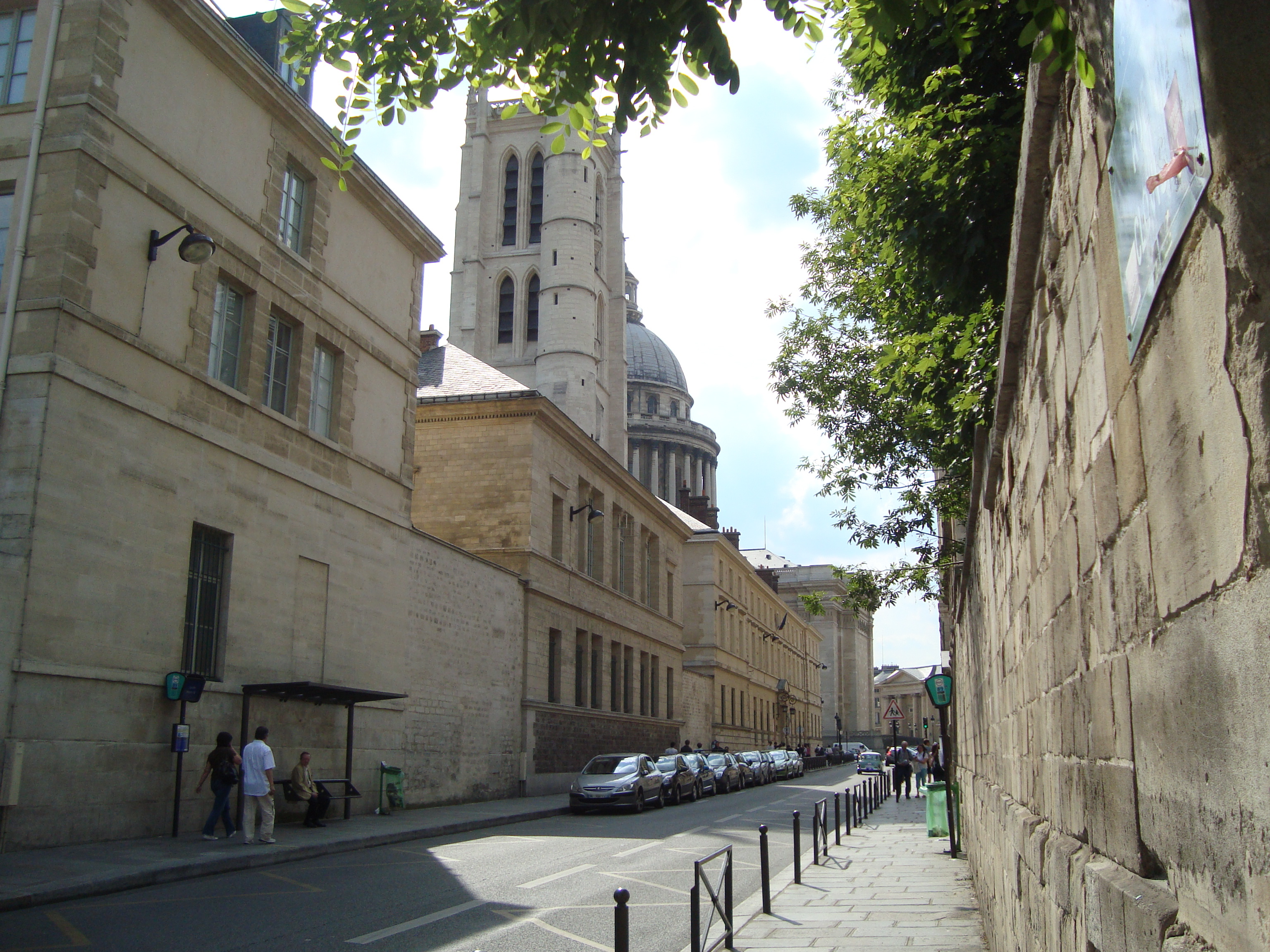
Vue de la tour Clovis, du lycée Henri-IV ainsi que du Panthéon de Paris dans le fond.
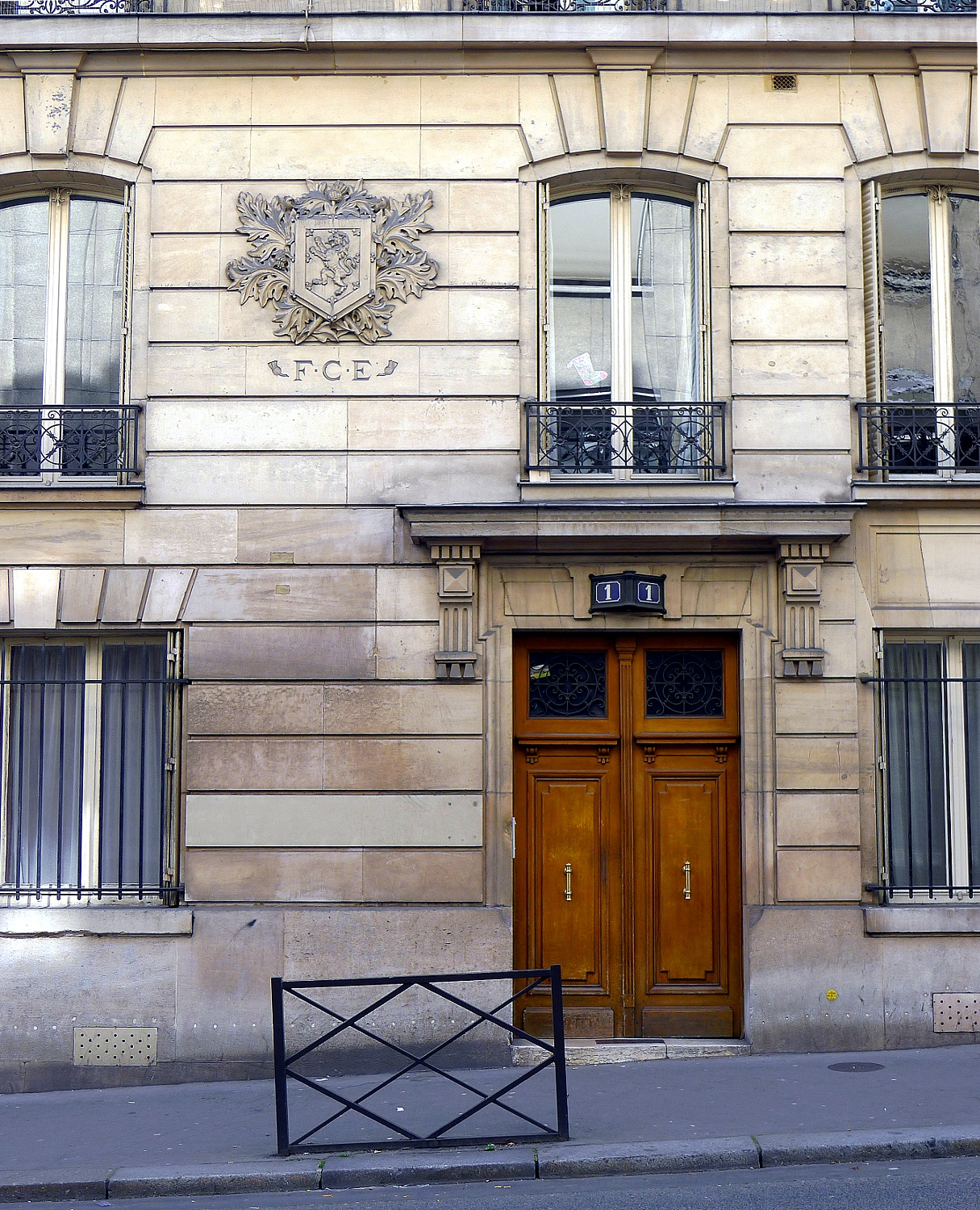
Bas-relief (lion entouré de chardons) rappelant que cet immeuble a été construit sur un terrain ayant appartenu au collège des Écossais.
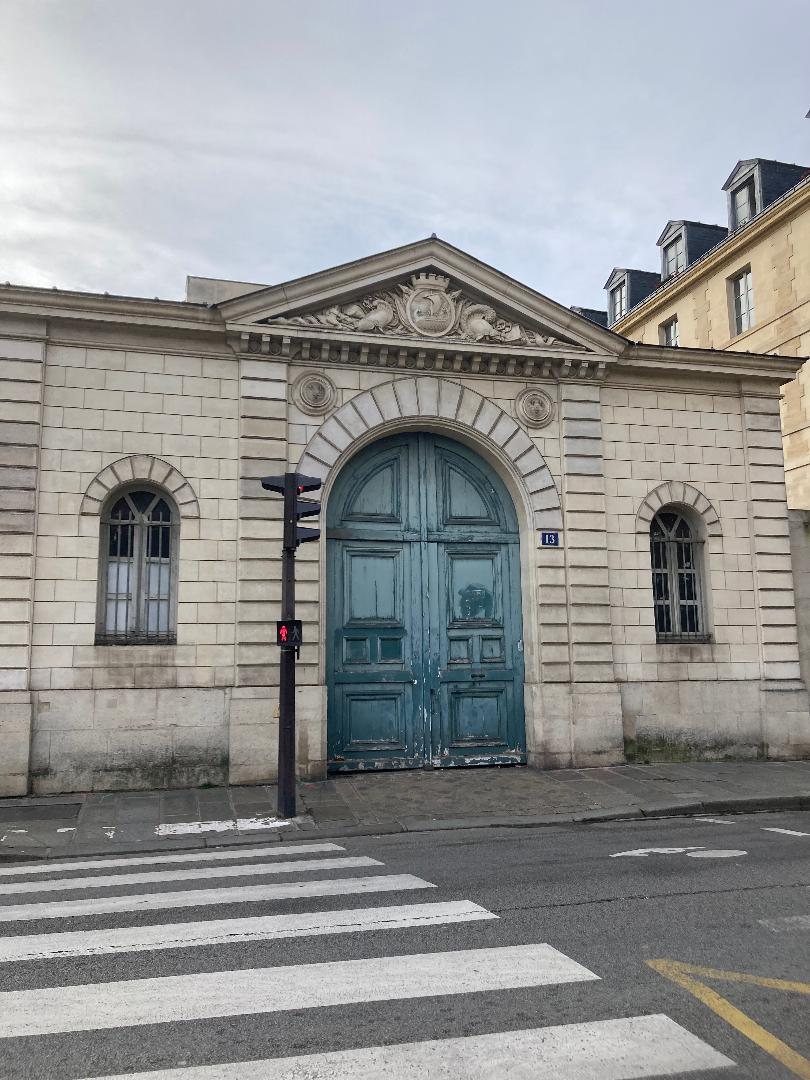
Corps de garde de l’ancienne caserne des sapeurs-pompiers.